# 7 World Trade Center
7 World Trade Center – wieżowiec położony na Manhattanie w Nowym Jorku w Stanach Zjednoczonych, usytuowany w strefie  kompleksu World Trade Center.
Nazwa „7 World Trade Center” dotyczy dwóch budynków: oryginalnego, którego budowę ukończono w 1987 oraz obecnego. Oryginalny budynek został zniszczony 11 września 2001 wskutek zamachu terrorystycznego.
Na miejscu zniszczonego obiektu powstał nowy WTC 7, którego odbudowę rozpoczęto w 2002. Został on zaprojektowany przez architekta Davida Childsa. Nowe WTC7 zostało otwarte w 2006. Budynek wybudowano na zlecenie Larry'ego Silversteina, który dzierżawi ten teren od władz lokalnych.
Budynek ma 226 metrów wysokości i posiada 56 kondygnacji. Powierzchnia całkowita wszystkich pomieszczeń wynosi 148 644 m².

## Galeria

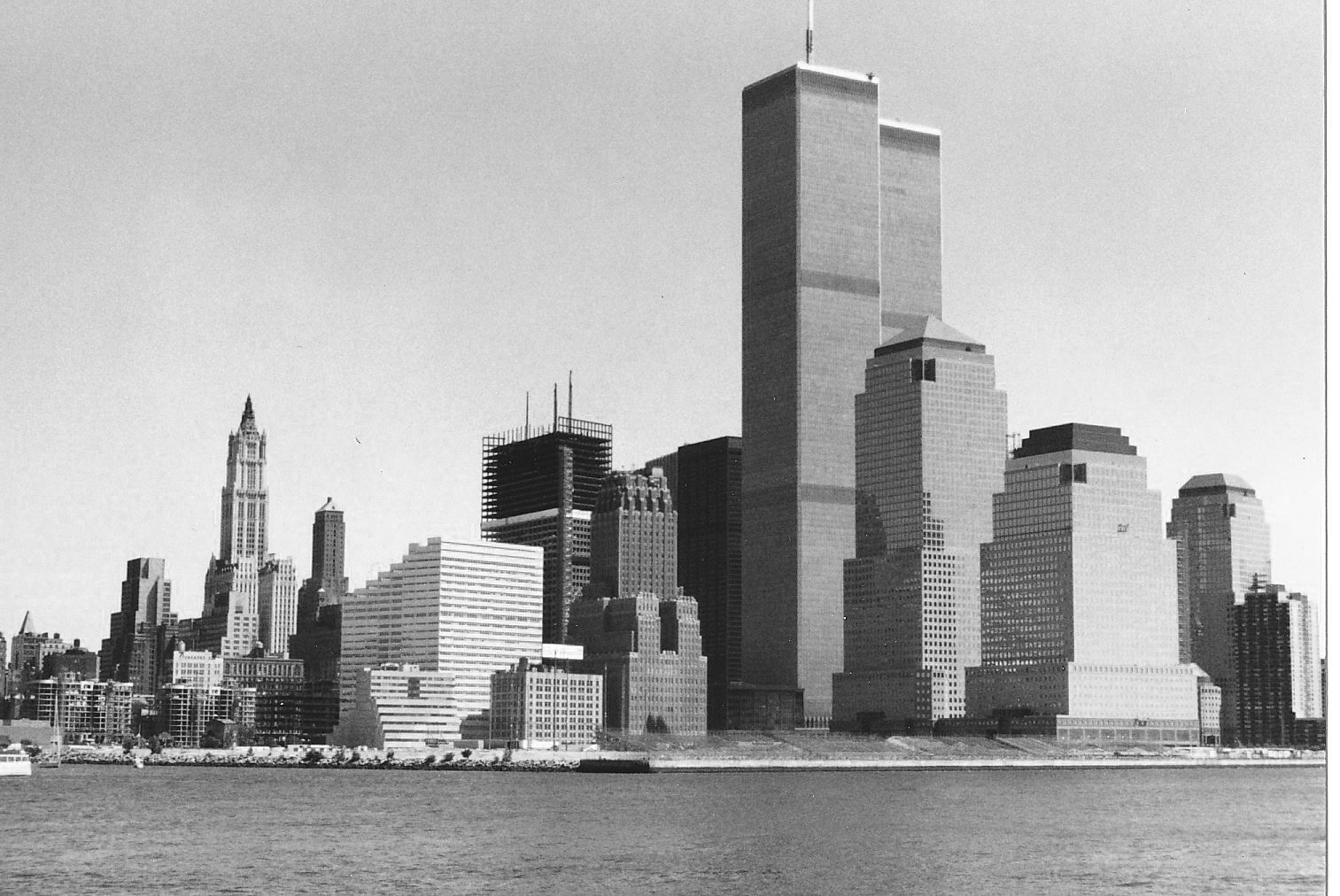
Pierwszy budynek WTC7 trakcie budowy (1986)
Wejście do pierwszego budynku WTC7
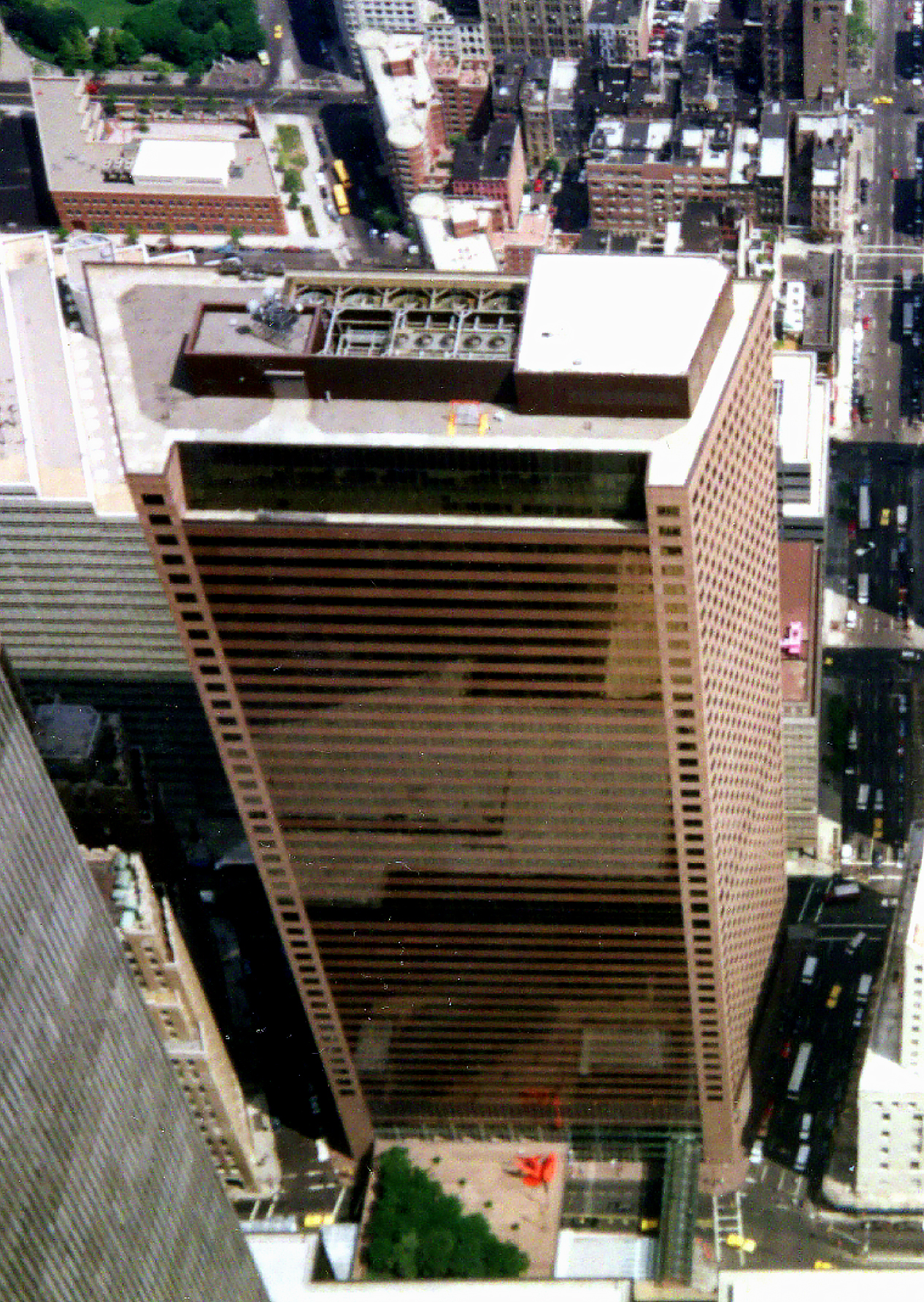
Widok na pierwszy budynek WTC7 z południowej wieży
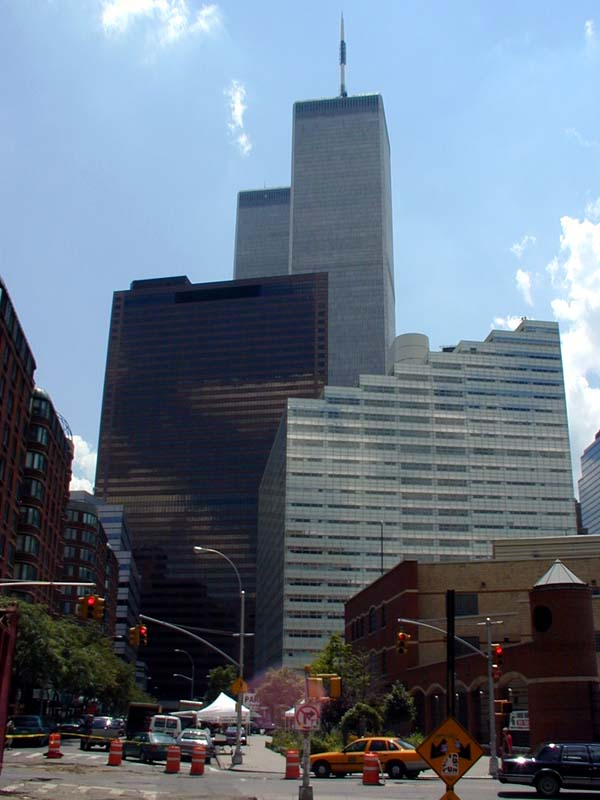
Pierwszy budynek WTC7 przed bliźniaczymi wieżami
Płonący budynek WTC7 po zawalaniu się bliźniaczych wież 11 września 2001 roku
Sąsiedztwo płonącego budynku WTC7 przed jej zawaleniem
Gruz po pierwszym budynku WTC7
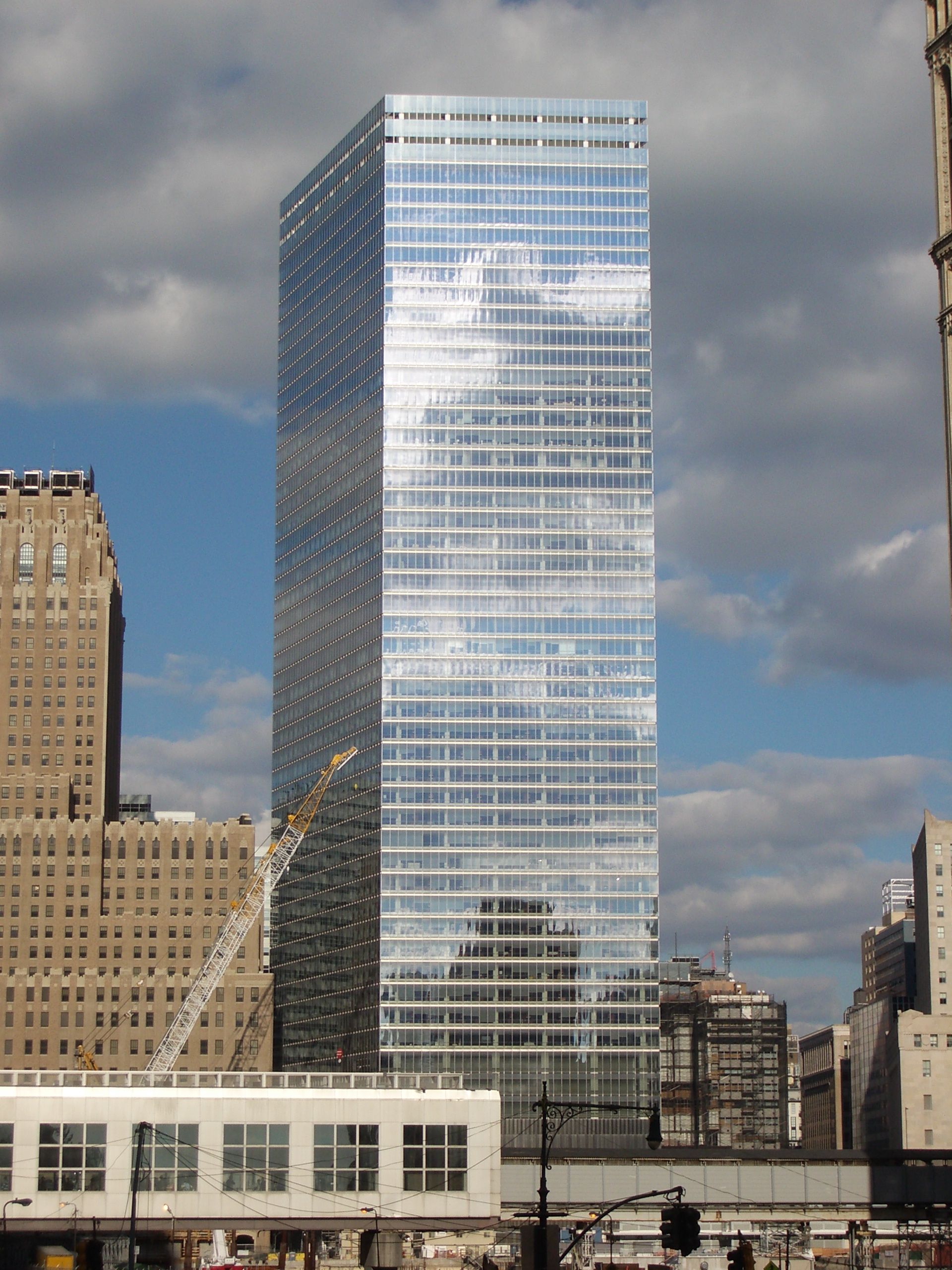
Nowy budynek WTC7 wybudowany na miejscu dawnego w 2006 roku